# Wilhelm Jaeger (Politiker)

Wilhelm Jaeger

Wilhelm Jaeger (* 21. Dezember 1887 in Rockwinkel; † 29. August 1949 in Wuppertal-Barmen) war ein deutscher Unternehmer und Politiker (DNVP, später DKP-DRP).

## Leben und Beruf
Wilhelm Jaeger wurde am 21. Dezember 1887 in Rockwinkel bei Bremen geboren. Nach dem Schulbesuch absolvierte er von 1902 bis 1904 eine kaufmännische Lehre in Hannover. Gleichzeitig besuchte er für fünf Semester die Höhere Handelsschule der Stadt. Er arbeitete zunächst als kaufmännischer Angestellter in der Industrie und wurde 1910 Inhaber des Textilspezialgeschäftes Firma Herm in Celle. 1908/09 leistete er als Einjährig-Freiwilliger Militärdienst beim Infanterie-Regiment 77 in Celle. Von 1914 bis 1918 nahm er als Soldat am Ersten Weltkrieg teil, zuletzt als Oberleutnant der Reserve. Während des Krieges wurde er mit den Eisernen Kreuzen beider Klassen ausgezeichnet.
Jaeger war seit 1920 Mitglied der Industrie- und Handelskammer in Hannover, Mitglied des Deutschen Industrie- und Handelstages und Mitglied des Finanzgerichtes Hannover. Während der Zeit der Weimarer Republik war er auch Vorstands- und Verwaltungsausschussmitglied der Berufsgenossenschaft des deutschen Einzelhandels, Vorstandsmitglied des Wirtschaftsbundes Niedersachsen-Kassel und des Einzelhandelsbundes Niedersachsen sowie Vorstandsmitglied des Verbandes der Handelsschutz- und Rabattsparvereine Deutschlands. Im September 1931 wurde er alleiniger Vorstand der Kurzwarengroßhandel AG (Kurzag) in Braunschweig. Nach dem Zweiten Weltkrieg war er Direktor einer Unternehmung in Wuppertal. Wilhelm Jaeger starb am 29. August 1949 in Wuppertal-Barmen.
Seine Witwe Elfriede Jaeger war 1952/53 Bundestagsabgeordnete.

## Politik
Jaeger trat in die Deutschnationale Volkspartei (DNVP) ein und wurde in den Reichsvorstand der Partei gewählt. Von 1924 bis 1928 war er Mitglied des Preußischen Landtages. Bei der Reichstagswahl im September 1930 wurde er in den Deutschen Reichstag gewählt, dem er bis November 1933 angehörte. Im Parlament vertrat er den Wahlkreis 6 (Pommern).
Jaeger beteiligte sich im November 1945 an der Gründung der Deutschen Konservativen Partei – Deutsche Rechtspartei (DKP-DRP) in Wuppertal. Er wurde ein Jahr später deren Schatzmeister und war bis 1949 Mitglied der DKP-DRP-Parteileitung, von April 1947 bis zu seinem Tode als Parteivorsitzender. An den Verhandlungen der DKP-DRP mit der Deutschen Partei und der hessischen Nationaldemokratischen Partei am 1. Juli 1949 über einen gemeinsamen Wahlantritt zur Bundestagswahl 1949 nahm Jaeger für seine Partei gemeinsam mit Ludwig Schwecht, Eldor Borck, Leonhard Schlüter, Lothar Steuer und Adolf von Thadden teil. Obwohl die Pläne recht weit gediehen waren, scheiterten sie schlussendlich. Grund war die Erklärung der britischen Militärregierung, eine Fusionspartei würde keine Lizenz erhalten und könne somit nicht zur Wahl antreten.